# Hugo Rhemen
Hugo svobodný pán Rhemen (Hugo Freiherr Rhemen zu Barensfeld) (3. září 1861 Münster – 30. října 1929 Jezdkovice) byl rakousko-uherský diplomat. V diplomatických službách působil od roku 1884 a absolvoval kariéru v řadě evropských zemí i v zámoří. V letech 1903–1908 byl rakousko-uherským vyslancem v Argentině, poté do konce první světové války zastával funkci sekčního šéfa na ministerstvu zahraničí. Sňatkem se spříznil s rodem Sedlnických z Choltic a po rozpadu monarchie žil v soukromí na zámku Jezdkovice. 

## Životopis

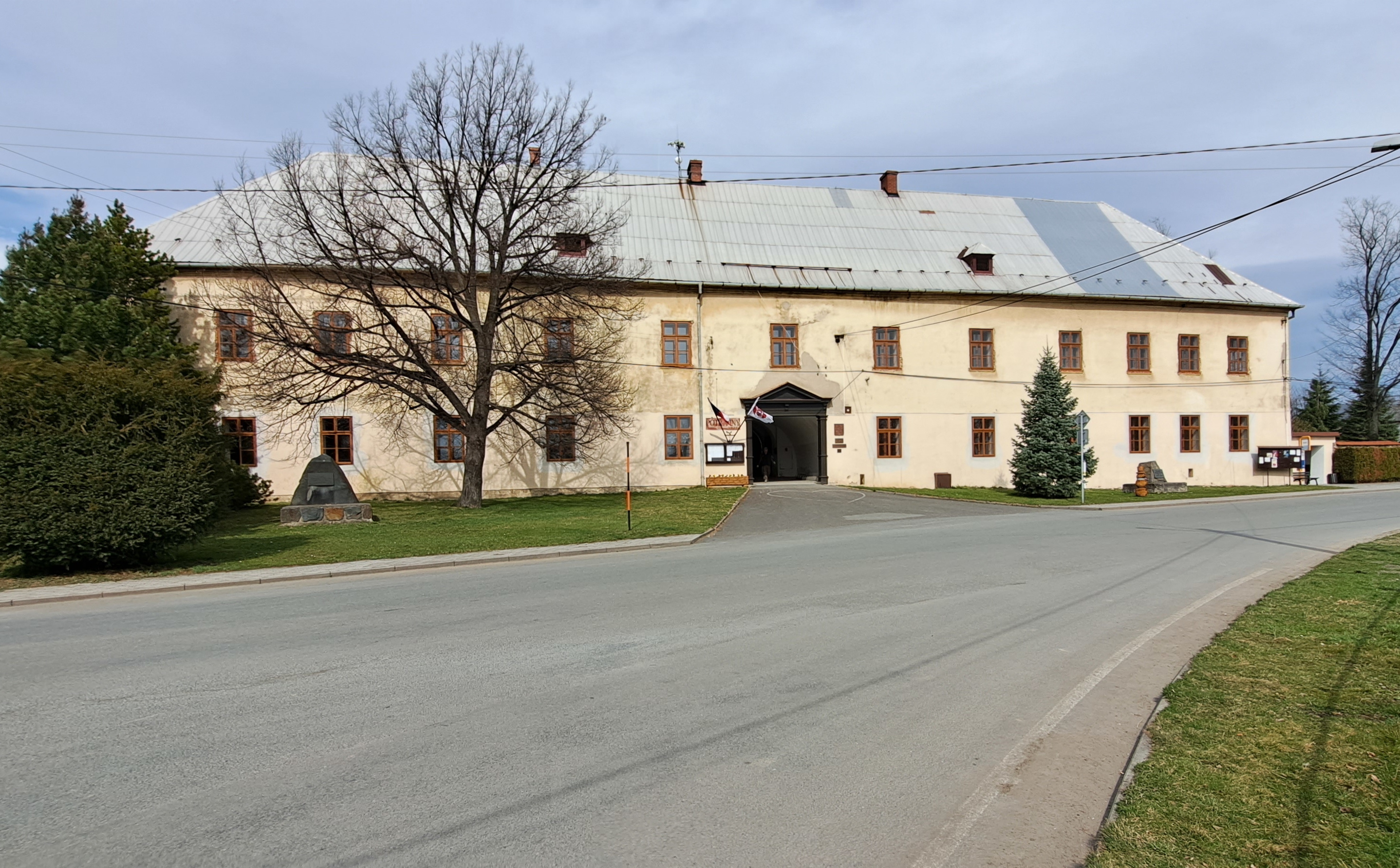
Zámek Jezdkovice, sídlo barona Rhemena v letech 1919–1929

Pocházel z německého šlechtického rodu, ale od mládí působil v rakousko-uherských diplomatických službách. Vystudoval Orientální akademii ve Vídni a do služeb ministerstva zahraničí vstoupil jako konzulární elév v roce 1884. Od roku 1884 působil jako attaché a později chargé d'affaires v Athénách, na dalších postech působil v Bělehradě a Buenos Aires, v letech 1894–1895 byl přidělen jako diplomatický agent ke generálnímu konzulátu v Káhiře. S titulem vyslaneckého rady poté působil v Drážďanech a Washingtonu, po návratu do Vídně byl s titulem legačního rady I. kategorie přidělen k ministerstvu zahraničí (1897–1900). V roce 1900 byl jako legační rada I. kategorie přeložen do Istanbulu. 
V letech 1903–1908 byl rakousko-uherským vyslancem v Argentině, kde zároveň vedl diplomatické zastoupení pro Uruguay a Paraguay. Po návratu do Vídně působil na ministerstvu zahraničí jako sekční šéf s titulem zplnomocněného ministra a v roce 1910 byl jmenován c. k. tajným radou. Za první světové války se zúčastnil diplomatických jednání a angažoval se také v charitě. Po zániku monarchie byl penzionován k datu 1. června 1919 a od té doby žil v soukromí, pobýval převážně na statku Jezdkovice ve vlastnictví jeho manželky.
Za zásluhy obdržel několik rakouských vyznamenání, v roce 1898 obdržel rytířský kříž Leopoldova řádu, poté se stal nositelem Řádu Františka Josefa (1903) a nakonec získal Řád železné koruny I. třídy (1917). Během diplomatické služby byl dekorován také řadou vyznamenání od zahraničních panovníků. Byl držitelem velkokříže belgického Řádu Leopolda II., švédského Řádu polární hvězdy, Řádu rumunské koruny, bulharského Královského řádu za občanské zásluhy a saského Albrechtova řádu. Dále byl nositelem pruského Řádu koruny I. třídy, tureckého Řádu Osmanie, japonského Řádu posvátného pokladu, portugalského Řádu neposkvrněného početí Panny Marie z Vila Viçosa, řeckého Řádu Spasitele, papežského Řádu sv. Silvestra a srbského Takovského řádu. Za své aktivity v charitě během první světové války obdržel ocenění od Mezinárodního červeného kříže, získal Válečný kříž Za občanské zásluhy I. třídy a stal se také čestným rytířem Maltézského řádu.
Zemřel 30. října 1929 na zámku v Jezdkovicích, který patřil jeho manželce, pohřben byl 2. listopadu do rodové hrobky Sedlnických z Choltic ve Velkých Albrechticích.

## Manželství
V roce 1906 se v Gorici oženil s baronkou Marií Karolínou Sedlnickou z Choltic (1874-1953), která pocházela ze staré moravské šlechtické rodiny. Marie Karolína (zvaná též Marika) byla jedinou dcerou barona Arnošta Sedlnického a jeho manželky Heleny, rozené hraběnky Serényiové. Marika byla po otci dědičkou velkostatku Jezdkovice ve Slezsku v hodnotě 104 000 korun, k velkostatku patřilo 202 hektarů půdy. S Hugem se seznámila na společenské akci ve Vídni, sňatek se ale konal až o několik let později. Hugo si při příležitosti svatby vzal několikaměsíční dovolenou a přijel z Buenos Aires, s novomanželkou pak odjel zpět do Argentiny. Marika byla aktivní v charitě, později při pobytu ve Vídni pomáhala manželovi organizovat společenská a diplomatická setkání. Manželství zůstalo bezdětné, Marika byla po ovdovění majitelkou velkostatku Jezdkovice až do roku 1945, kdy jí byl zkonfiskován, a poté odešla do Německa.